# Confédération italienne des syndicats de travailleurs
La Confédération italienne des syndicats de travailleurs (en italien : Confederazione Italiana Sindacati Lavoratori, CISL) est un syndicat italien d'inspiration catholique fondé en 1950. Elle est affiliée à la Confédération syndicale internationale. La CISL est la deuxième confédération syndicale italienne en importance et revendique plus de 4 millions d’adhérents. La CISL est l'un des membres fondateurs de la Confédération européenne des syndicats.

## Historique
Au sortir de la période fasciste pendant laquelle seuls les syndicats uniques corporatifs existaient, est née en juin 1944 la Confédération générale italienne du travail (Cgil unitaire) prenant la suite de l'ancienne Confederazione Generale del Lavoro (CGdL) d'avant le fascisme. Les tensions politiques entre les partis politiques fondateurs de la nouvelle démocratie italienne, en particulier entre communistes et chrétiens-démocrates ont amené des divergences de vues sur la conduite de l’action syndicale et ont conduit en juillet 1948 à la scission avec la création par l’aile chrétienne-démocrate d’une « Cgil-Libre » baptisée CISL en 1950. Un peu plus tard une autre aile quittera la Cgil pour créer l'Union italienne du travail (UIL).
Dès le début la Cisl fera le choix de se définir comme non-confessionnelle et choisira de s’affilier à la Confédération internationale des syndicats libres (dont le sigle est aussi Cisl) plutôt que de rejoindre l’internationale des syndicats chrétiens (la CMT). La Cisl revendique son autonomie et refuse toute ingérence politique ou religieuse.

## Buts
La CISL s’appuie sur les valeurs de démocratie, solidarité, pluralisme et indépendance. Elle affirme la conviction que les salariés sont bâtisseurs de la richesse de leur société et qu’ils ont le droit de participer par la négociation collective à la construction de leur destin.
C’est pourquoi la CISL, au-delà de la négociation, place la concertation au centre de sa stratégie syndicale et favorise l’idée de codécision entre les partenaires sociaux et les acteurs politiques du pays. Le conflit est un recours mais la négociation reste la règle.
Pour améliorer le rapport de forces, le syndicalisme italien favorise l’unité d’action entre les trois grandes confédérations (CGIL, CISL, UIL). Des consultations régulières et des pactes d’action commune sont fréquents même si les relations entre les trois organisations sont parfois difficiles. La politique de concertation régulière initiée avec le gouvernement en 1993 s’est heurtée à un changement de doctrine avec l’arrivée du gouvernement de Silvio Berlusconi qui déclare « ne pas croire » à la concertation.

## Structure
La CISL est une confédération appuyée sur une double structure professionnelle et territoriale. La première est composée par les fédérations d’industrie ou de branche. La structure territoriale composée des adhérents de tous secteurs est organisée en quatre niveaux : lieu de travail, district, région et national.
Sur le lieu de travail, la présence syndicale est assurée par la section syndicale d’entreprise et par des représentants syndicaux unitaires élus (RSU) qui sont une spécificité italienne.
Au niveau du district et de la région, il existe une Union syndicale de district (UST) et une Union syndicale régionale (USR).

### Fédérations nationales
- FEMCA  : secteurs de l'énergie, de la mode et de la chimie.

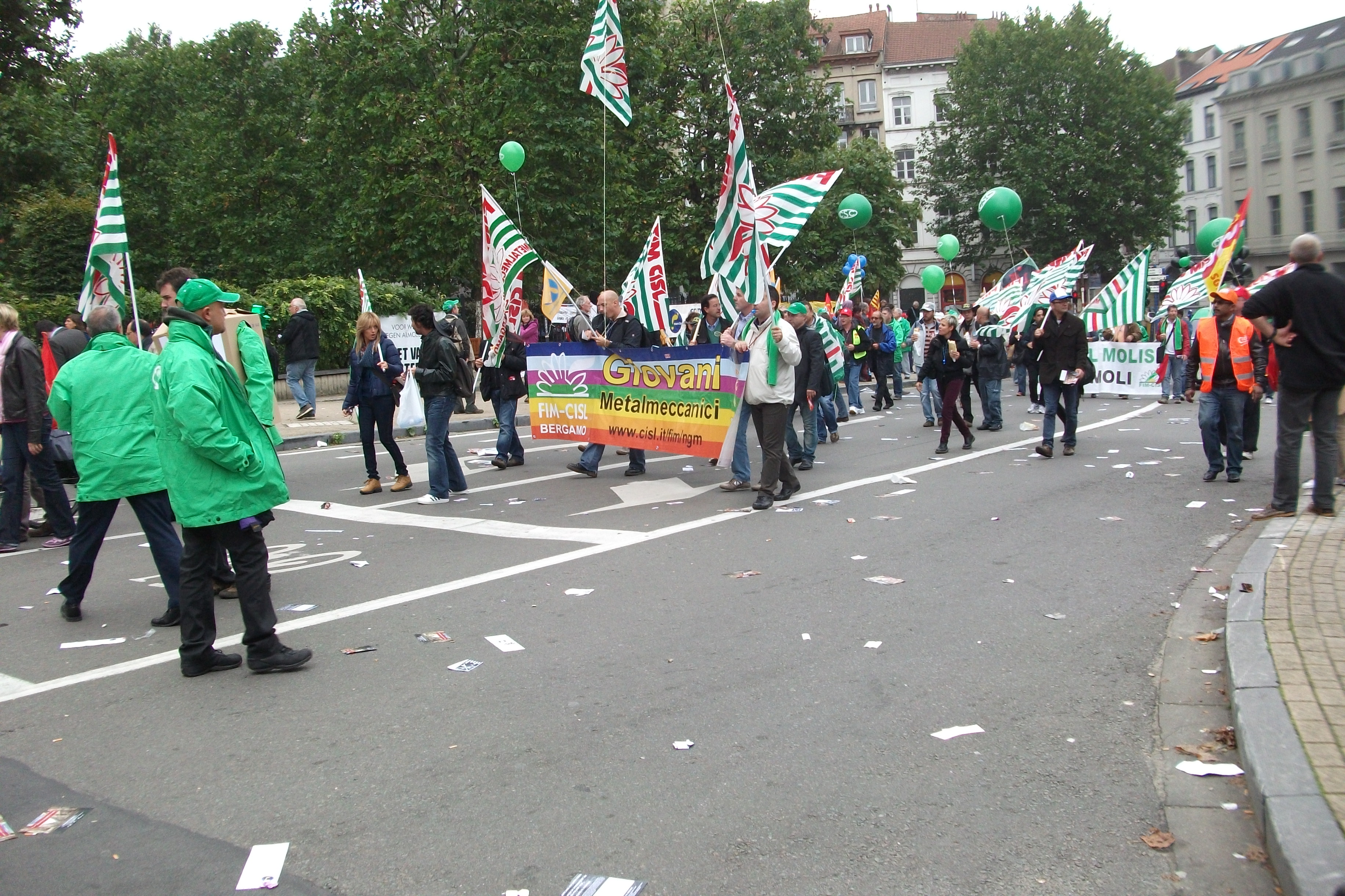
C.I.S.L. F.I.M (métallurgie) de Bergame en septembre 2010 à Bruxelles

- FLAEI  : secteur de l'électricité.

- FILCA  : secteur de la construction.
- FIM  : secteur de la métallurgie.
- FISTel  : secteur du spectacle, de la communication et des télécoms.
- FAI  : secteur agroalimentaire.
- UGC  : cultivateurs.
- FPS  : fonction publique.
- CISL SCUOLA  : secteurs de l'éducation.
- FLP  : activités postales.
- FIT  : secteur des transports.
- FISASCAT  : secteur des services du commerce et du tourisme.
- FIBA  : secteur de la banque et des assurances.
- FNP  : retraités.
- FIR  : secteur de l'innovation et de la recherche.
- Università  : secteur universitaire.
- FNS  : secteur de la sécurité.
- FeLSA  : travailleurs administrés, autonomes et atypiques.
- CISL MEDICI  : médecins.